# Nie wiem dlaczego
Nie wiem dlaczego (oryg. Dunno Y Na Jaane Kyon) – indyjski melodramat z 2010 roku w reżyserii Sanjaya Sharmy. Pierwszy bollywodzki mainstreamowy film fabularny o tematyce gejowskiej.

## Fabuła
Młody chłopak przyjeżdża do Bombaju chcąc zrobić karierę w modelingu. Poznaje tam mężczyznę w którym się zakochuje i z którym próbuje stworzyć związek.

## Kontrowersje
Film w Indiach wzbudził nieco sensacji, a to głównie za sprawą namiętnego męskiego pocałunku głównych bohaterów jak również za sprawą odważnego plakatu promującego film.